# R̈
Cette page contient des caractères spéciaux ou non latins. S’ils s’affichent mal (▯, ?, etc.), consultez la page d’aide Unicode.
R̈, ou R tréma, est un graphème qui a été utilisé pour l'écriture du kurde, du marshallais ou du zapotèque de Güilá.
Il s'agit de la lettre R diacritée d'un tréma.

## Utilisation
Le R̈ est utilisé par Gîw Mukriyanî dans un syllabaire pour un alphabet kurde publié en 1960.
Le R̈ est utilisé par Byron W. Bender (en) dans ses ouvrages linguistiques marshallais publiés en 1968 et 1969.

## Représentations informatiques
Le R tréma peut être représenté avec les caractères Unicode suivants :
- décomposé (latin de base, diacritiques) :

| formes    | représentations | chaînes de caractères | points de code | descriptions                                |
| --------- | --------------- | --------------------- | -------------- | ------------------------------------------- |
| capitale  | R̈               | R◌̈                    | U+0052 U+0308  | lettre majuscule latine r diacritique tréma |
| minuscule | r̈               | r◌̈                    | U+0072 U+0308  | lettre minuscule latine r diacritique tréma |